# Olympische Sommerspiele 2008/Teilnehmer (Kambodscha)
| Gelbes Symbol für Goldmedaillen mit stilisierten Olympischen Ringen | Graues Symbol für Silbermedaillen mit stilisierten Olympischen Ringen | Braundes Symbol für Bronzemedaillen mit stilisierten Olympischen Ringen |
| ------------------------------------------------------------------- | --------------------------------------------------------------------- | ----------------------------------------------------------------------- |
| —                                                                   | —                                                                     | —                                                                       |

Kambodscha war mit der Teilnahme an den Olympischen Sommerspielen 2008 in Peking insgesamt zum 7. Mal bei Olympischen Spielen vertreten. Die erste Teilnahme war 1956.

## Teilnehmer nach Sportarten

### Leichtathletik
| Disziplin        | Männer            | Frauen       |
| ---------------- | ----------------- | ------------ |
| 100 Meter Sprint |                   | Titlinda Sou |
| Marathon         | Hem Bunting (73.) |              |

### Schwimmen
| Disziplin         | Männer | Frauen          |
| ----------------- | ------ | --------------- |
| 50 Meter Freistil |        | Hem Thon Vitiny |